# Katharina Senge

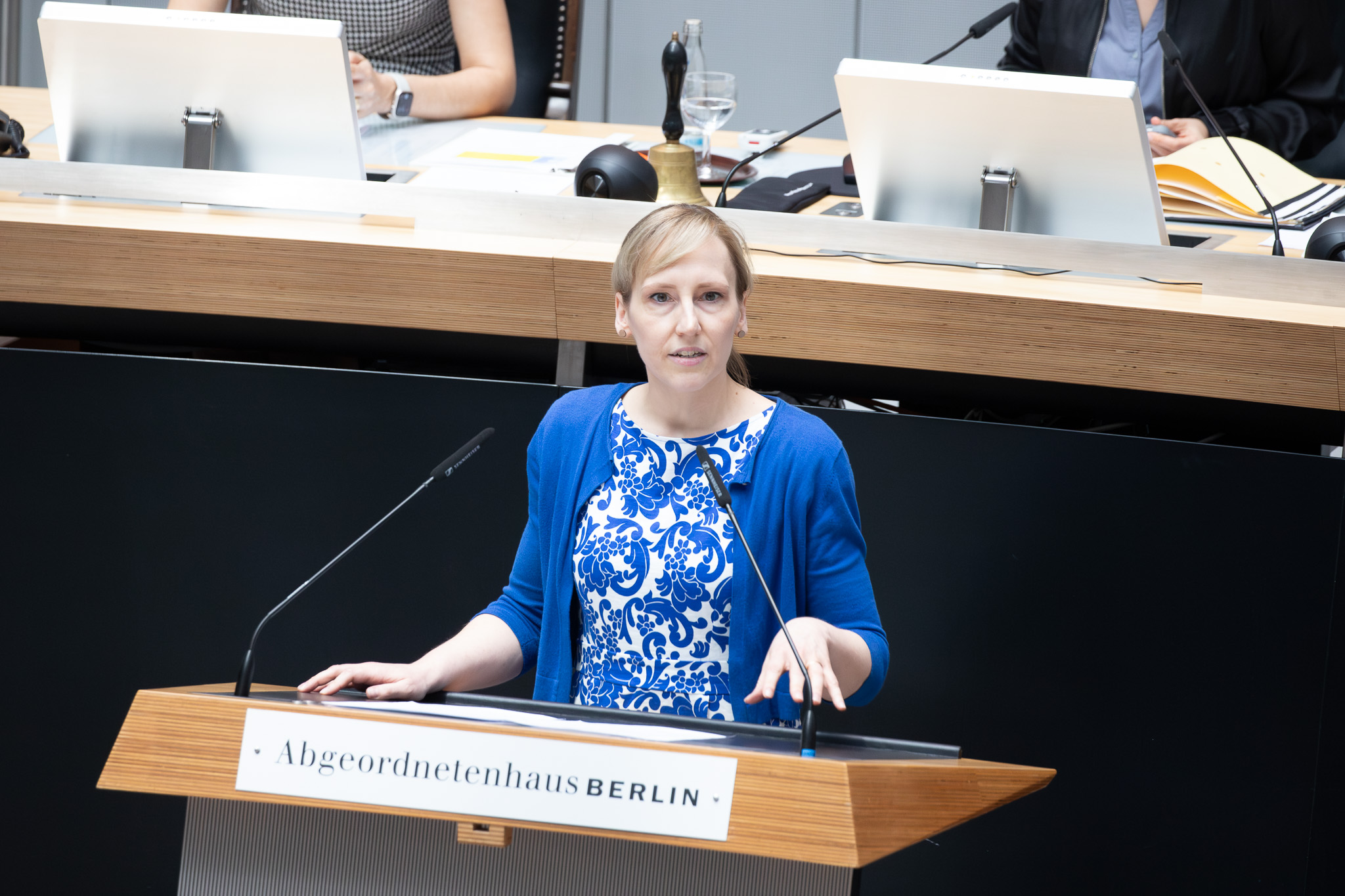
Katharina Senge (2024)

Katharina Senge (* 1982 in Erfurt) ist eine deutsche Politikerin (CDU). Seit 2023 ist sie Mitglied des Abgeordnetenhauses von Berlin.

## Leben
Senge legte ihr Abitur in Weimar ab. Anschließend studierte sie Religionswissenschaft, Politikwissenschaft, Publizistikwissenschaft und Kommunikationswissenschaft in Berlin und Rom. Sie schloss das Studium mit dem Magister artium ab. Von 2010 bis 2016 sowie 2018 war sie bei der Konrad-Adenauer-Stiftung tätig. Von 2016 bis 2021 war sie Mitarbeiterin der CDU/CSU-Fraktion im Deutschen Bundestag. Von 2021 bis zu ihrem Einzug ins Abgeordnetenhaus 2023 war sie als Referentin für das Bundesministerium für wirtschaftliche Zusammenarbeit und Entwicklung tätig.
Senge ist römisch-katholisch.

## Politik
Senge ist Mitglied der CDU. Sie kandidierte bei der Wahl zum Abgeordnetenhaus von Berlin 2021 und der Wiederholungswahl 2023 im Wahlkreis Tempelhof-Schöneberg 1. Bei der Wahl 2021 hatte sie den Einzug ins Berliner Landesparlament verpasst, zog aber bei der Wiederholungswahl über die Bezirksliste ins Abgeordnetenhaus ein.